# Alberto Leduc
Alberto Leduc (Querétaro, 5 de diciembre de 1867 - México, D. F., 4 de octubre de 1908) fue un escritor, traductor, periodista e historiador mexicano. El estilo literario de sus prosas fue el modernismo de tendencia decadente. Fue padre del poeta Renato Leduc, del arquitecto Carlos Leduc y del arquitecto Alberto Le Duc Montaño.

## Obras
La carrera literaria de Alberto Leduc inició en 1891, con la escritura de la primera novela corta del modernismo mexicano, María del Consuelo, que publicó en la Tipografía de El Nacional hasta 1894, al igual que Un calvario. Memorias de una exclaustrada, nouvelle con la que ganó un concurso literario convocado por el periódico El Universal en 1893.  
A lo largo de su trayectoria, Leduc publicó cinco libros de cuentos: Para mi mamá en el cielo (Cuentos de Navidad) (Tipografía de El Nacional, 1895), Ángela Lorenzana (Tipografía de El Nacional, 1896), Fragatita (Tipografía de El Fénix, 1896), En torno de una muerta y Biografías sentimentales (ambos publicados por la Tipografía de El Nacional en 1898).